# Nouzonville
Nouzonville je naselje in občina v severnem francoskem departmaju Ardeni regije Šampanja-Ardeni. Leta 2006 je naselje imelo 6.447 prebivalcev.

## Geografija
Kraj se nahaja na severu pokrajine Šampanje ob reki Meuse 9 km severno od središča departmaja Charleville-Mézières, v bližini meje z Belgijo.

## Uprava
Nouzonville je sedež istoimenskega kantona, v katerega so poleg njegove vključene še občine Gespunsart, Joigny-sur-Meuse in Neufmanil z 9.831 prebivalci.
Kanton je sestavni del okrožja Charleville-Mézières.